# 천안종합운동장 보조경기장
천안종합운동장 보조경기장(天安総合運動場補助競技場, Cheonan Auxiliary Stadium)은 대한민국 충청남도 천안시에 있는 스포츠 시설이다. 인조잔디 필드와 우레탄 트랙이 갖춰진 경기장이며, 2001년 8월에 준공되었다.

## 참고 문헌
- 〈천안종합운동장〉. 《한국향토문화전자대전》. 한국학중앙연구원. 2022년 4월 21일에 원본 문서에서 보존된 문서. 2022년 12월 4일에 확인함.
- 〈천안종합운동장〉. 《두피디아》. 두산.
- 《전국 공공체육 시설 현황 (2017년말 기준)》. 대한민국 문화체육관광부. 2019.
- 《2019년 전국 공공체육시설 현황 (2018년말 기준)》. 대한민국 문화체육관광부. 2020.
- 《2020년 전국 공공체육시설 현황 (2019년말 기준)》. 대한민국 문화체육관광부. 2021.
- 《2021년 전국 공공체육시설 현황(2020년말 기준)》. 대한민국 문화체육관광부. 2022.
- 《2023 전국 공공체육시설 현황 (2022년 12월말 기준)》. 대한민국 문화체육관광부. 2024.

## 같이 보기
- 천안종합운동장